# Thuốc nhỏ mắt

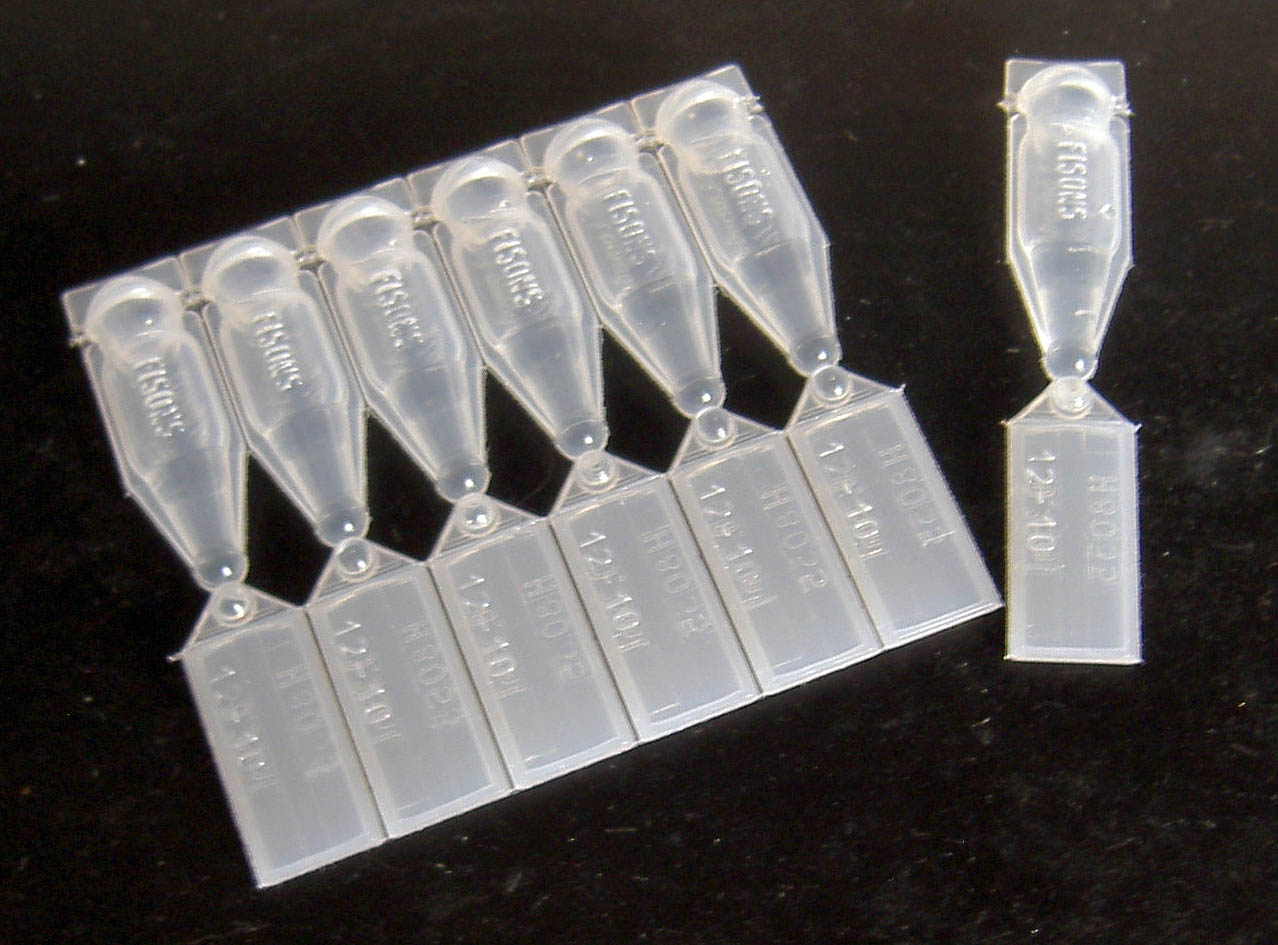
Những loại thuốc nhỏ mắt này được đóng gói để sử dụng một lần, không có chất bảo quản

Thuốc nhỏ mắt là các giọt chứa nước muối sinh lý để đưa thuốc vào mắt. Tùy thuộc vào tình trạng đang được điều trị, chúng có thể chứa steroid, thuốc kháng histamin, thần kinh giao cảm, thuốc chẹn thụ thể beta, parasympathomimetics, parasympatholytics, prostaglandin, thuốc chống viêm không steroid (NSAIDs), thuốc kháng sinh, kháng nấm, hoặc gây mê tại chỗ. Thuốc nhỏ mắt đôi khi không có thuốc trong đó và chỉ là giải pháp bôi trơn và thay thế nước mắt.
Thuốc nhỏ mắt có ít rủi ro tác dụng phụ hơn so với dùng thuốc uống và nguy cơ này có thể được giảm thiểu bằng cách làm tắc nghẽn lỗ lệ, (tức là ấn vào góc trong của mắt) trong một thời gian ngắn sau khi nhỏ thuốc. Thuốc nhỏ mắt cũng được sử dụng để ngăn chặn ngứa và đỏ mắt.

## Thời hạn sử dụng
Mặc dù hầu hết các chai thuốc nhỏ mắt có chứa chất bảo quản để ức chế ô nhiễm một khi đã mở, nhưng chúng sẽ không ngăn ngừa ô nhiễm vô thời hạn. Các bác sĩ nhãn khoa khuyên bạn nên vứt bỏ chai thuốc nhỏ mắt không quá bốn tuần sau khi mở. Thuốc nhỏ mắt không chứa chất bảo quản thường được đóng gói trong các ống sử dụng một lần. Máy pha chế thường quá cỡ 1 giọt; mắt người chỉ có thể xử lý khoảng 25 microlit.

## Phân loại và cách sử dụng
Các lớp dược lý khác nhau của thuốc nhỏ mắt có thể được bệnh nhân nhận ra bởi phần đầu lọ có màu khác nhau. Ví dụ, thuốc để làm giãn cơ mắt có màu khác với thuốc chống dị ứng.